# Talsperre Malter
Die Talsperre Malter ist eine zwischen 1908 und 1913 erbaute Talsperre im Freistaat Sachsen nahe dem Ort Malter, welche die Rote Weißeritz in ihrem Mittellauf aufstaut. Die Staumauer stellt eine gekrümmte Gewichtsstaumauer aus Bruchsteinmauerwerk nach dem Intze-Prinzip dar. Über die Staumauer verläuft die Ortsverbindungsstraße von Malter nach Seifersdorf.

## Vorgeschichte (bis 1909)

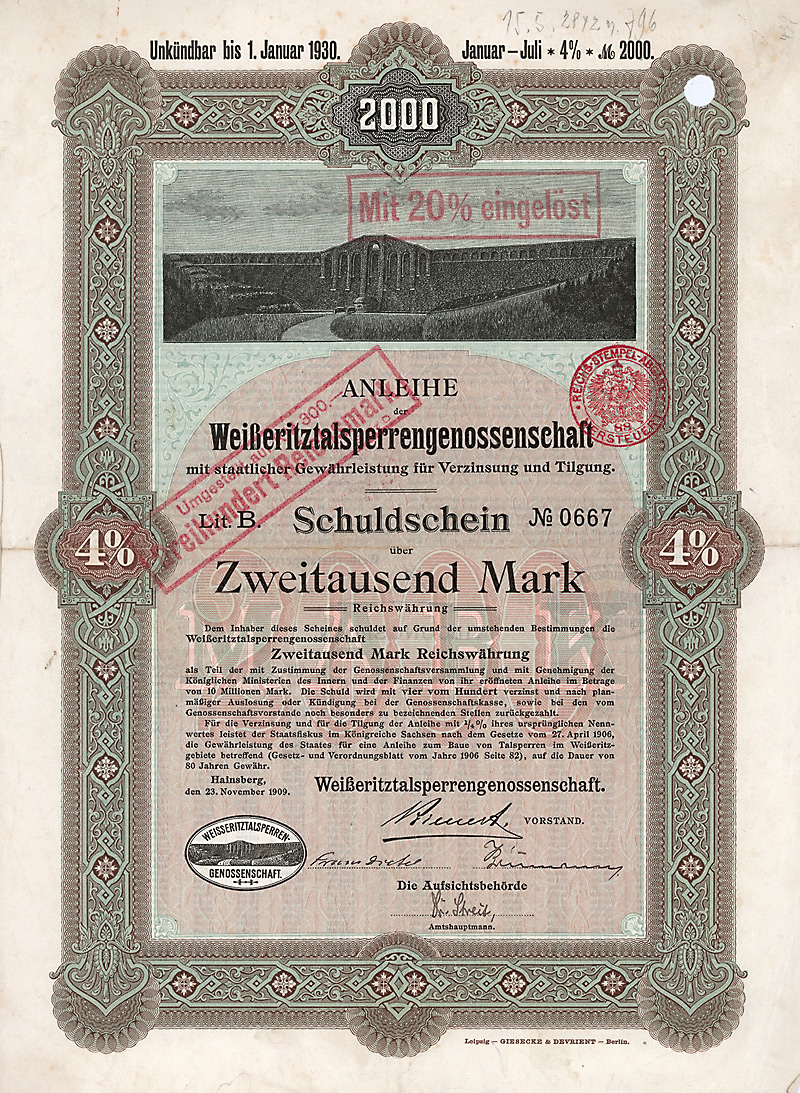
Schuldschein über 2000 Mark der Weißeritztalsperrengenossenschaft vom 23. November 1909

Der Wasserlauf der vom osterzgebirgischen Kahleberg in Richtung Dresden fließenden Roten Weißeritz war in den vergangenen Jahrhunderten von einer äußerst unregelmäßigen Wasserführung gekennzeichnet. So schwankte die Wasserführung Ende des 19. Jahrhunderts innerhalb weniger Jahre zwischen 200 Liter pro Sekunde (Trockenperiode 1892) und 289.000 Liter pro Sekunde (Hochwasser im Juli 1897). Bereits die Trockenjahre 1862 und 1863 riefen bei den Weißeritzanreinern (Mühlen, Industriebetriebe) den Wunsch nach einer Wasserregulierung hervor. Nach den Niedrigwasserperioden 1891 und 1892 gründete sich ein Verein der „Weißeritzwasserinteressenten“, der gegenüber der sächsischen Staatsregierung Maßnahmen zur Wasserregulierung mittels Talsperrenbauten einforderte.
Die Notwendigkeit zur Wasserregulierung verstärkte sich nach dem verheerenden Hochwasser vom Juli 1897. Nach Starkniederschlägen hatten die Fluten in den Siedlungen und an den Verkehrswegen der Weißeritz-Täler erhebliche Schäden verursacht. Allein im Tal der Roten Weißeritz wurden 320 Häuser zerstört und 19 Menschen in den Tod gerissen. Ab 1901 trieb die königliche Wasserbaukommission sowie die Amtshauptmannschaft Dresden-Altstadt unter Leitung von Amtshauptmann und Talsperrenkommissar Dr. Arnold Streit die Untersuchungen zum Bau von Talsperren im Tal der Roten Weißeritz voran. Untersucht wurde dabei neben dem Standort Malter auch die Standorte Schellerhau, Pöbeltal und Oelsa. Neben dem Aspekt des Hochwasserschutzes und der Niedrigwasserregulierung spielten beim Bau der Talsperre aber auch Überlegungen hinsichtlich der Brauchwasserbereitstellung und Elektroenergieerzeugung eine Rolle.
Für den Bau und Betrieb der Talsperren Malter und Klingenberg wurde 1909 die „Weißeritztalsperrengenossenschaft“ gegründet. Die Genossenschaft umfasste 281 Mitglieder, darunter 239 Zwangsmitglieder (Eigentümer der Grundstücke, die durch den Bau der Talsperren an Wert gewinnen würden). Erster Genossenschaftsvorsitzender war der Großindustrielle und Mühlenbetreiber (Hofmühle Dresden, Hafenmühle Dresden) Theodor Bienert (1857–1935), Sohn des bekannten sächsischen Industriellen Gottlieb Traugott Bienert. Die Finanzierung des Baus der beiden Sperren erfolgte über Anleihen im Umfang von 14,3 Mio. Mark (entspricht etwa einem heutigen Gegenwert von 102 Mio. Euro), bei denen der Staat Sachsen die Gewährleistung für Verzinsung und Tilgung für die Dauer von 80 Jahren übernahm.

## Bau und Ausstattung (1909–1913)

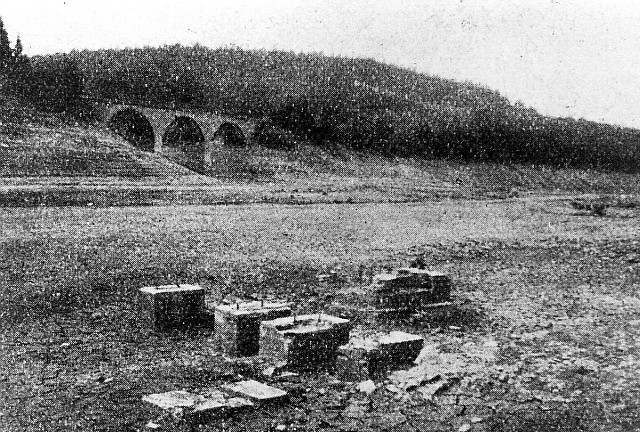
Fundamente der Roten Mühle am Grunde der Talsperre, im Hintergrund die Brücke der Ortsverbindungsstraße Paulsdorf–Dippoldiswalde über den Tännichtgrund

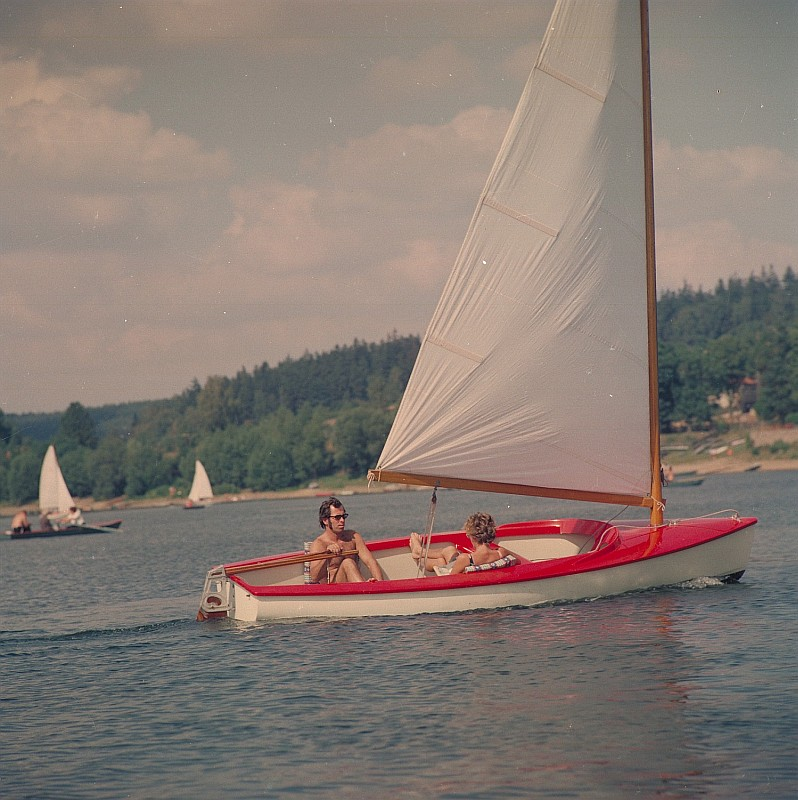
Segelsport auf der Talsperre (1970er Jahre)

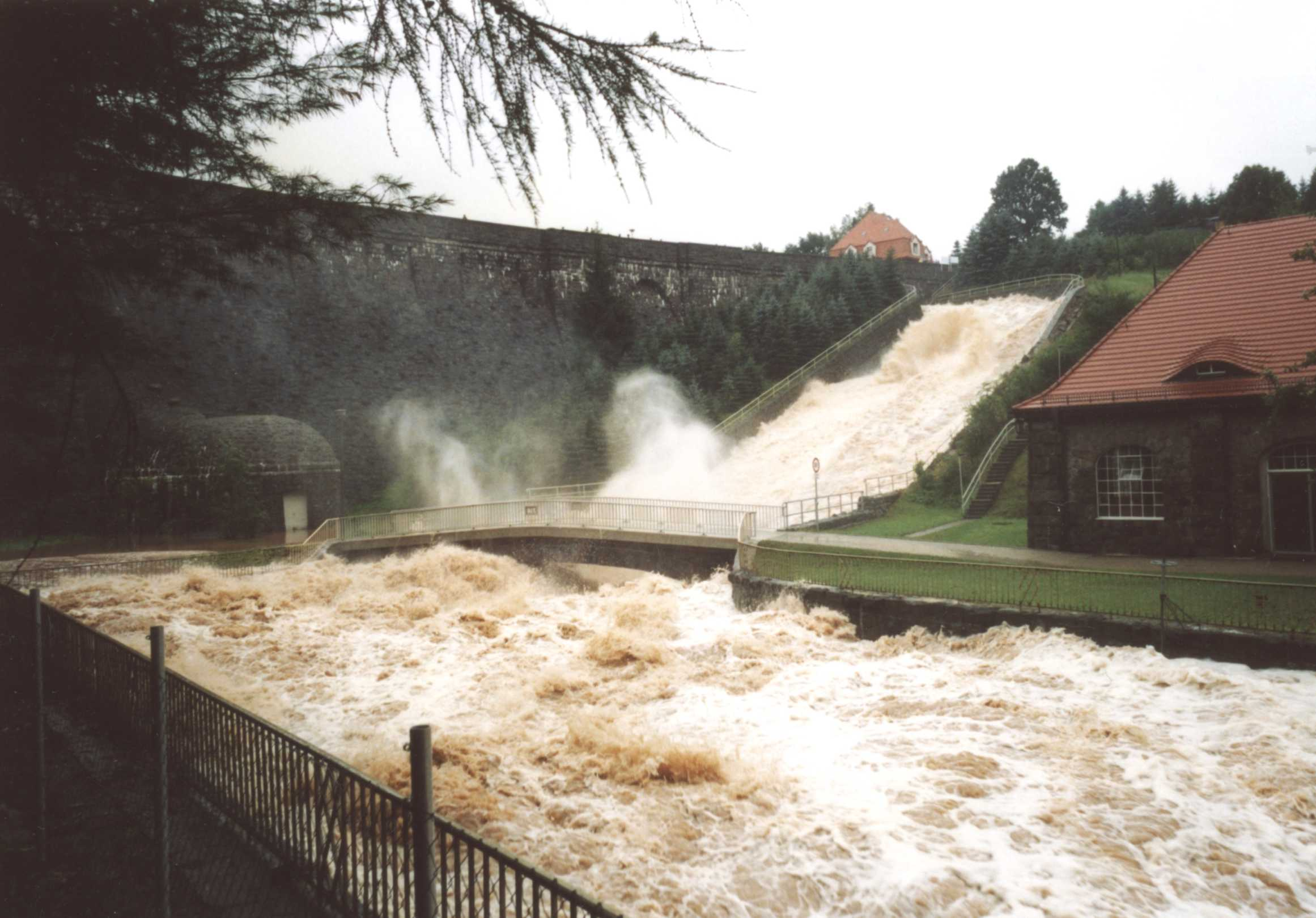
Das Hochwasserüberfallwehr während der Jahrhundertflut 2002

Zur Bauorganisation wurde schon am Jahresanfang 1908 das „Talsperren-Bauamt Malter“ in Malter eingerichtet. Die Besiedlung des Weißeritztales bot für einen Talsperrenbau nicht genügend Freiraum, so dass Devastierungen unumgänglich waren. Im Einstaubereich der Sperre befanden sich das Dorf Niedermalter mit 45 Gebäuden, drei Mühlen (Rote Mühle, Tennertmühle, Malter-Mühle), einzelne Gebäude von Paulsdorf, Seifersdorf und Dippoldiswalde sowie ein Teilstück der schmalspurigen Weißeritztalbahn. Insgesamt mussten 135 Hektar Land aufgekauft werden, dafür wurden samt Entschädigungszahlungen ca. 1,35 Mio. Mark aufgewendet. Die meisten Betroffenen blieben in der Region und siedelten sich in benachbarten Dörfern neu an.
Im Rahmen eines öffentlichen Wettbewerbes wurden 52 Gestaltungsentwürfe für die Talsperre eingereicht. Zur Ausführung gelangte der mit dem 3. Preis ausgezeichnete Entwurf des Dresdner Architekturbüros Lossow und Kühne.
Der Bau begann im Sommer 1909 mit der Herrichtung des 200 Meter langen Umlaufstollens. Vom Elektrizitätswerk Seifersdorf wurde eine 500-Volt-Starkstromleitung zum Sperrmauer Baugebiet im Juni 1909 errichtet.
Ab Juli 1910 erfolgte die Neutrassierung der Weißeritztalbahn, die auf einer Länge von ca. 7 Kilometern aus dem Tal heraus verlegt wurde. Die neue Trasse wurde parallel zur alten mit einer Neigung von 20 Promille errichtet. Die Hanglage der neuen Strecke bedingte umfangreiche Erdarbeiten (Bewegung von ca. 140.000 m³ Erdmassen), den Bau von vier großen Brücken, darunter die Brücke über den Bormannsgrund, einen Seitenarm der Talsperre, sowie die Neuerrichtung der Bahnhöfe Seifersdorf und Malter. Im Bereich des Stausees wurde das Gleis zwei Meter über dem höchsten Wasserspiegel trassiert. Am 15. April 1912 wurde die neue Strecke mit einem Sonderzug eröffnet.
Neben dem Eisenbahnneubau machte sich auch Straßenverlegungsarbeiten notwendig. Dabei wurden auch die Straßenneubauten am Rand der Talsperre mit drei größeren Brückenbauten über Seitentäler geführt.
Ab dem Frühjahr 1911 begannen die Erd und Felsenarbeiten durch die Dresdner Niederlassung der Firma Dyckerhoff & Widmann, am 28. September 1911 wurde der Grundstein gelegt, Gegründet wurde die Staumauer auf dichtem Biotitgneis. Auch die Staumauer wurde aus Biotitgneis erbaut, der aus einem Steinbruch nahe am Bahnhof Malter gewonnen wurde. Auf der Baustelle waren zeitweise bis zu 1000 Menschen aus mehr als zehn Ländern beschäftigt, die pro Tag bis zu 300 m³ Mauerwerk errichteten. Auf der Wasserseite der Staumauer wurde auf den Gneis ein 70 Zentimeter starke Betonschicht aufgetragen. Die Äußere Seite ist nach dem Entwurf der Architekten Lossow und Kühne aus Bruchsteinen gefertigt.
Bei der Sperrmauer handelt es sich um eine gekrümmte Gewichtsstaumauer nach dem Intze-Prinzip. Die Mauer ist nach einem Halbmesser von 250 Metern gekrümmt und weist an der Gründungssohle eine Länge von 50 Metern, an der Krone eine Länge von 193 Metern auf. Die Wasserentnahme erfolgt über zwei Rohre von je 100 Zentimetern Durchmesser im Grundablassstollen der Sperrmauer (Abfluss max. 10 m³/s). Am linken Talhang befindet sich zudem ein Hochwasserüberfallwehr, das ein Überfluten der Mauerkrone verhindert.
Neben der Hauptsperrmauer verfügt die Talsperre Malter auch über eine Vorsperre, deren Absperrbauwerk im Gegensatz zur Hauptsperre ein Erd- und Steinschüttdamm ist.
Unterhalb der Hauptstaumauer befindet sich ein Wasserkraftwerk, das mit zwei Francis-Turbinen eine Leistung von 700 Kilowatt erzeugt. Das Kraftwerk wird von der ENSO Energie Sachsen Ost betrieben.
Die Bauarbeiten wurden im September 1913 abgeschlossen. Bis Dezember 1913 konnte die neue Talsperre erstmals voll eingestaut werden. Die Inbetriebnahme erfolgte am 27. September 1913 durch König Friedrich August III. und seine  Prinzensöhne Georg und Friedrich Christian von Sachsen, die von Seifersdorf aus die neue Straße zur Sperrmauer befuhren.

## Weitere Entwicklung und Nutzung (ab 1913)

### Verwaltung
Die zum Betrieb 1909 gegründete „Weißeritztalsperrengenossenschaft“ geriet durch den Ersten Weltkrieg, die Wirtschaftskrise zu Beginn der 1920er Jahre und die Tatsache, dass sich die Interessen der knapp 300 Genossenschaftsmitglieder im Spannungsfeld zwischen Niedrigwassererhöhung und Hochwasserschutz nur schwer in Einklang bringen ließen, frühzeitig in wirtschaftliche Schwierigkeiten. Diese führten um 1928/30 zur Übernahme des Talsperrenbetriebes durch das Land Sachsen. Aktuell wird die Talsperre Malter von der Landestalsperrenverwaltung Sachsen betrieben.

### Hochwasserschutz

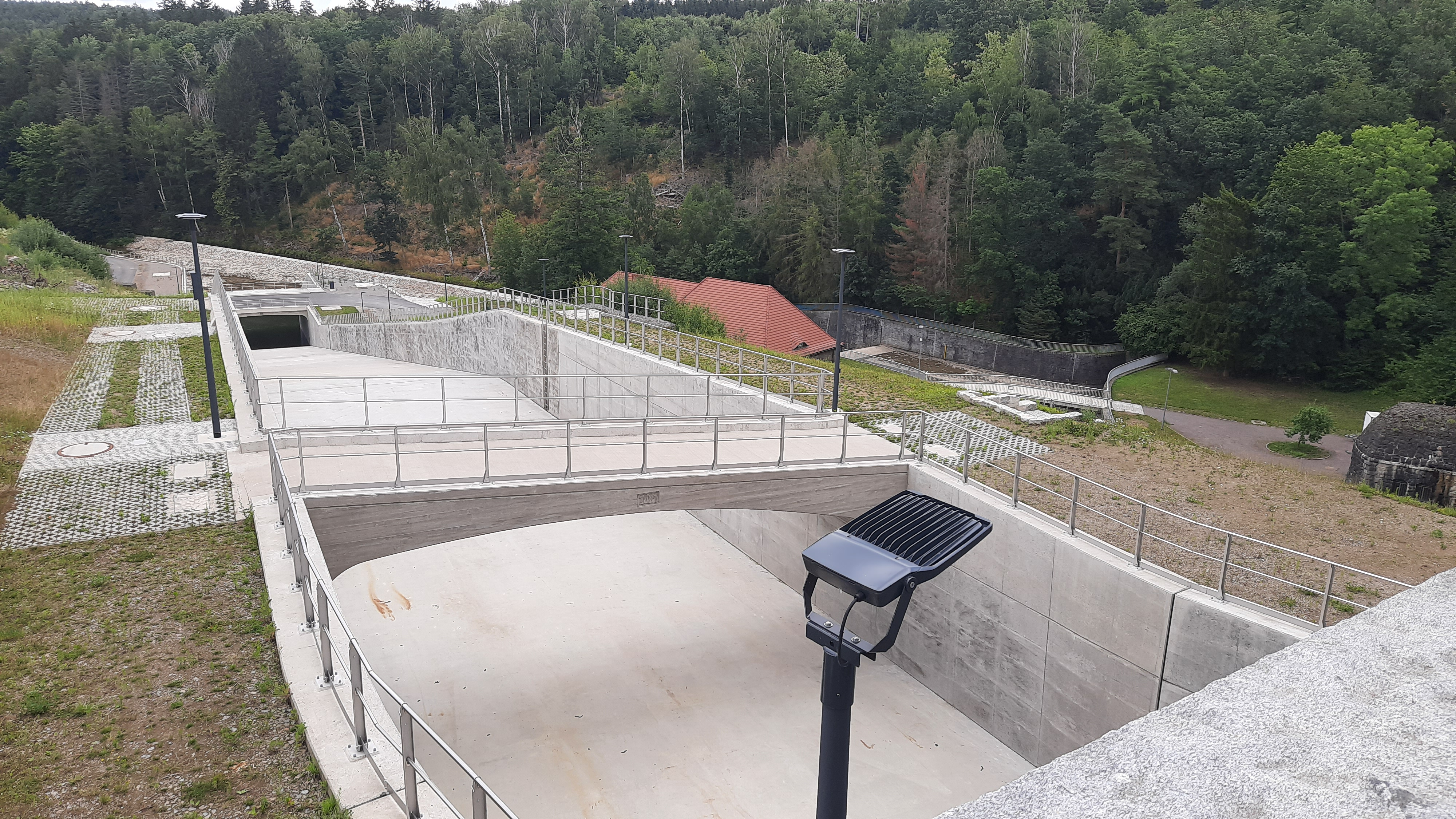
Neue Schussrinne

Nach dem Augusthochwasser 2002 wurde der Stauspiegel um mehrere Meter abgesenkt, um einen größeren Hochwasserschutzraum zu schaffen. Am 3. Juni 2013 lief die Talsperre infolge des Hochwassers in Sachsen über. Von 2019 bis 2023 wurde die Hochwasserentlastungsanlage durch eine neue zusätzliche Schussrinne in den Seifersdorfer Grund mit Tosbecken erweitert.

### Freizeit und Erholung
Aufgrund der fehlenden Trinkwassernutzung hat sich das Gebiet um die Talsperre Malter von Anbeginn an zu einem beliebten Erholungsgebiet im Osterzgebirge entwickelt. Bereits 1914 wurden mit zwei Motorbooten Rundfahrten betrieben. Baden und Freizeitsport im Stausee sind möglich, es gibt vier Strandbäder (Paulsdorf, Malter, Seifersdorf und am Fitness-Studio), zwei Campingplätze (Paulsdorf und Malter) und mehrere Ruderbootverleihe. In Paulsdorf (unmittelbar an Campingplatz und Strandbad) befindet sich ein Erlebnis-Hallenbad mit Sauna. Die unmittelbar benachbarte Dippoldiswalder Heide ist ein beliebtes Wandergebiet.

### Forschung

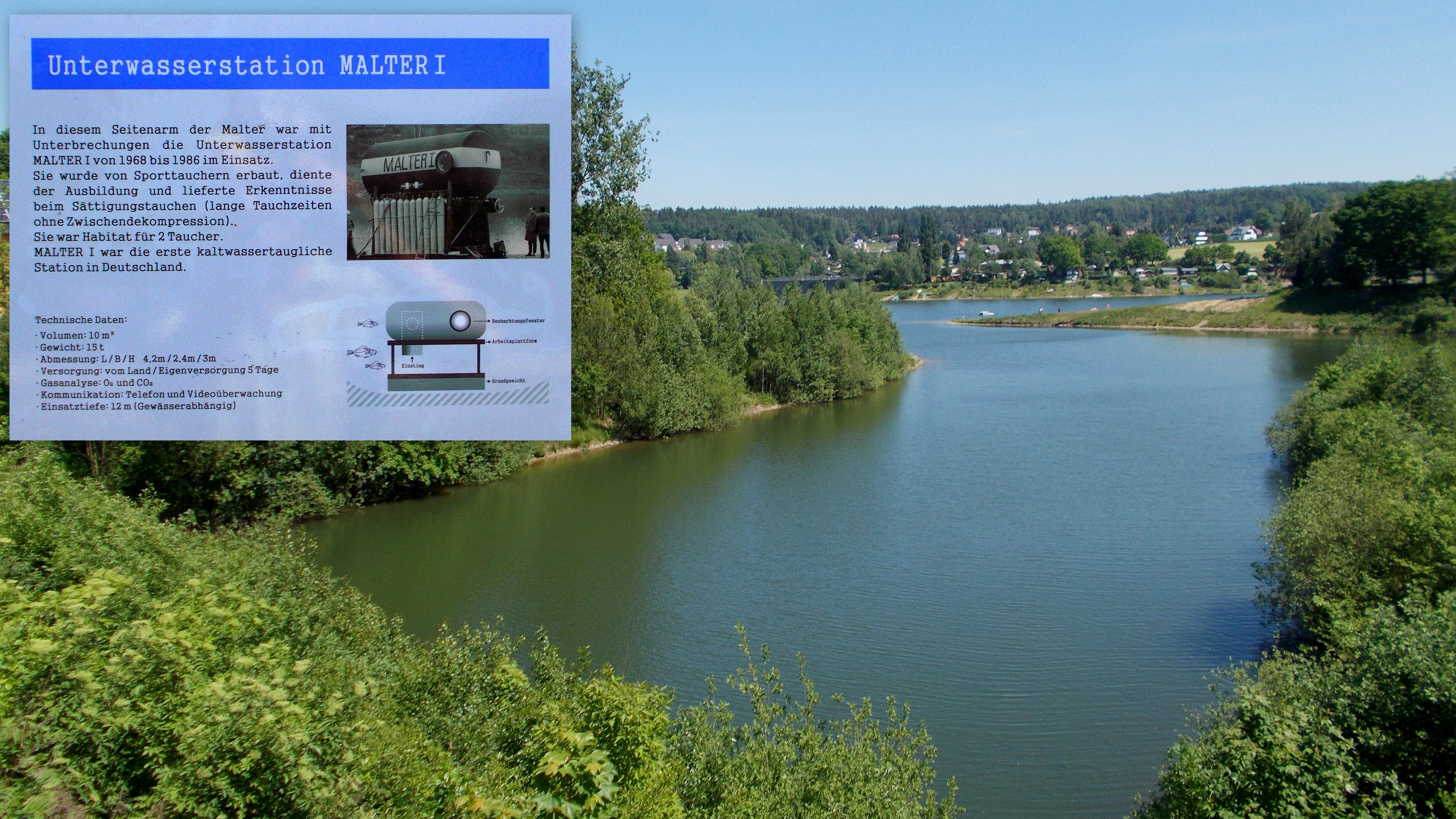
Unterwasserstation Malter I

Von 1968 bis 1983 war in der Talsperre die Unterwasserstation Malter I eingesetzt. Dieses kleinere Habitat von 4,2 × 2 m wurde in einer maximalen Tiefe von 10 m betrieben. Die 2-Tages-Mission im November 1968 fand in 8 m Tiefe als erstes Habitat unter einer gefrorenen Wasseroberfläche statt. 1972 wurde das Habitat überholt und bis 1983 eingesetzt.